# Lekker & Laag
Lekker & Laag is een van oorsprong Tilburgse supermarkt die geleid werd door de eigenaars het ondernemersechtpaar Jan en Anita Meurs.
Zij kregen bekendheid met hun supermarkt doordat zij als (een van de) eersten in Nederland een 'laagste prijs garantie' gaven. Mede door deze prijsgarantie groeide de eerste winkel uit tot de supermarkt met de hoogste omzet van Nederland, waar 550 mensen werkten, en alleen 's nachts de winkel kon worden bijgevuld. Later volgden nog twee winkels in Tilburg en Boxtel.
De garanties van Lekker & Laag werden later ook vrijwel 1 op 1 overgenomen door Jumbo. De groothandel Van Eerd heeft een aantal jaren in de keuken van Lekker & Laag kunnen kijken omdat zij in eerste instantie de leverende groothandel was. Jan en Anita verkochten hun bedrijf aan Groenwoudt-Groep die later haar supermarktdivisie verkocht aan Laurus. De integratie binnen Laurus was uiteindelijk ook de doodsteek voor de Tilburgse succesformule door het plan om alle grote Laurus-winkels Konmar te maken.
De merknaam Lekker & Laag behoorde voortaan aan Laurus toe. Na verkoop van de oorspronkelijke Lekker & Laag-vestiging aan Jumbo werd later de naam Lekker & Laag door Laurus gebruikt om te experimenteren met nieuwe winkelformules voor Edah en Konmar. De succesvolste toepassing hiervan was Lekker & Laag Superstores. Een winkelconcept dat dicht in de buurt kwam van de oorspronkelijke Lekker & Laag. Ook deze formule bood EDLP (Laagste prijsgarantie) en een groot assortiment in zowel vers, kruidenierswaren als non-food. De eerste Lekker & Laag Superstore opende in 2005 haar deuren in Hoogvliet, waarna vestigingen in Doetinchem, Rijswijk en Almere volgden. De succesvolle pilots werden uiteindelijk niet gecontinueerd door Laurus omdat de financiële middelen van het in nood verkerende concern hier niet meer toereikend voor waren. De vestigingen zijn eind 2006 verkocht aan AH XL, C1000 en Hoogvliet.